# عبد العزيز المصري (مهندس)
عبد العزيز المصري (1374- 1446 هـ / 1955- 2025 م) مهندس نفط وجيوفيزيائي ودبلوماسي سوري، ودكتور في القانون. خبير بيئي وفي التشريعات المائية، ومستشار دَولي في المفاوضات والتحكيم والإدارة الهندسية. له مصنفات عديدة في مجالات مختلفة، في مجال المياه والقوانين الدَّولية، وفي مجال الإعجاز العلمي، وفي مجال رعاية الأيتام. وله أربعون عامًا من الخبرة في رعاية الأيتام، وكان من المؤسِّسين لمشروعَي "التميُّز في كفالة اليتيم" و"حفظ النعمة" مع الشيخ سارية الرفاعي. تعلَّم الإنكليزية والتركية والألمانية إضافة إلى لغته الأم العربية.

## ولادته وتحصيله
وُلد أبو رزان، عبد العزيز بن محمود نجيب المصري في مدينة القصير بمحافظة حِمْص السورية، يوم الجمعة 24 رجب 1374هـ الموافق 18 مارس 1955م، لأسرة مصرية الأصل قدم جدُّها مع حملة إبراهيم باشا على الشام، نحو عام 1830م، ونزل في مدينة القصير واستقرَّ بها. 
وهو حاصل على الإجازة الجامعية (بكالوريوس) في الهندسة البترولية – اختصاص جيوفيزياء من كلية الهندسة بجامعة دمشق، عام 1979، وكان بحثه بعنوان: "الأمواج السيزمية في الكشف عن البترول ثم استثمارها تطبيقيًّا في الكشف عن المياه الجوفية". ثم نال شهادة (دكتوراه) فلسفة في القانون من جامعة الأزهر بمصر، وكانت أطروحته بعنوان "قانون المياه في الإسلام".

## عمله ومناصبه
بدأ عمله في الشركة السورية للنفط بدائرة الفرق الجيوفيزيائية والقياسات البئرية، من عام 1981 إلى 1983، ثم عمل مهندسًا في مديرية السدود في وِزارة الري السورية، في قسم التحريات الجيوفيزيائية والجيوهندسية عن السدود، وفي مجال التحرِّيات الجيوفيزيائية والهيدروجيولوجية عن المياه الجوفية، وفي الحَفْر والقياسات البئرية، إلى عام 1987.
ثم عُيِّن معاونًا لرئيس مكتب المياه الدَّولية في وِزارة الري، من 1987 إلى 1990، لينتقل بعد ذلك للعمل في السِّلك الدبلوماسي في السِّفارة السورية بأنقرة برتبة سكرتير أول للشؤون الاقتصادية، إلى عام 1995. ثم عاد إلى سورية ليتولى منصبَ مدير مكتب المياه الدَّولية بوِزارة الري إلى عام 2004.
سُمِّي عام 2004 مستشارًا دَوليًّا في المفاوضات والتحكيم والإدارة الهندسية.

## خبراته
- خبير دولي في التشريعات المائية.
- خبير في شؤون المياه المشتركة.
- خبير دولي في المفاوضات.
- ممارس ومهتم في الشؤون البيئية  وكيفية الحفاظ عليها.
- دراسة الأراضي والمصادر الطبيعية.
- دراسة وإدارة المياه السطحية والجوفية.
- خبير دولي في مجال الطاقة الحيوية.
- منسق للمشاريع الهندسية أثناء التنفيذ.
- خبير ومدرب في الشؤون الدبلوماسية.
- خبير وباحث في الإعجاز العلمي في الهدي النبوي الشريف.
- خبير دولي في رعاية الأيتام، فله أربعون عامًا من الخبرة في رعاية الأيتام وابتكار طرق جديدة من حيث التأسيس والتدريب والتأهيل والمتابعة والتربية وتأسيس المجلس العالمي للأيتام افتراضيًّا وتخطيط ودراسة وتنفيذ المشاريع الريعية.[2]
- قدَّم العديد من الدورات التدريبية المتخصصة.

## نشاطاته ومحاضراته

### عضويات
- عضو اللجنة الفنية التركية السورية العراقية للمياه المشتركة، من 1987 حتى 2004.
- عضو اللجنة السورية السعودية المشتركة، من 1995 حتى 1998.
- عضو اللجنة الفنية السورية الأردنية للمياه، من 1995 حتى 2004.
- عضو اللجنة الفنية السورية اللبنانية للمياه، من 1995 حتى 2004.

### محاضرات
- التنمية المستدامة للمصادر المائية وأهميتها في سورية، في المركز الثقافي العربي بدمشق.
- مسألة المياه والعَلاقات مع دول الجوار والاتفاقيات الدَّولية وتأثيرها على إدارة الموارد المائية، في المنظمة العربية للتنمية الزراعية.
- التشريعات المائية في سورية والجوانب البيئية، ندوة المنظمة العربية للتنمية الزراعية.

### مؤتمرات
- اجتماعات اللجنة الاستشارية القانونية الإفروآسيوية في قطر.
- مؤتمر مصادر المياه في الوطن العربي وأهميتها الإستراتيجية، عمَّان الأردن.
- اجتماعات مجلس المياه العالمي، على مستوى الوزراء ومستوى الخبراء، من عام 1996 حتى 2004.
- اجتماعات اللجنة الدَّولية للري والصرف في القاهرة، ولا سيَّما الجوانب البيئية، 1996.
- المؤتمر الدَّولي للمياه في أصفهان إيران، 1996.
- اجتماعات مؤسسة مصادر المياه العالمية كندا مونتريال، 1997.
- اجتماعات خبراء لجنة الإسكوا التابعة للأمم المتحدة، عمَّان الأردن، 1995/ 1996.
- المؤتمر الدَّولي حول الماء والحبوب والقرار السياسي في القاهرة، 1996.
- اجتماعات وزراء المياه في التعاون الأوربي المتوسطي تحت مظلة برشلونة: مرسيليا 1996، تورين 1999.
- اجتماع  وزراء المياه (تركيا - سورية - العراق) في عامي 1988 و1990.
- ممثل سورية في اجتماعات المديرين العامين حول المياه في التعاون الأوربي المتوسطي منذ 1996 (نابولي، صوفيا، وغيرهما).
- أسهم في مناقشة وصياغة اتفاقية قانون استخدام المجاري المائية الدَّولية في الأغراض غير الملاحية ضمن اجتماعات الفريق العامل الجامع في الأمم المتحدة بنيويورك، في عامي 1996 و1997.
- اجتماعات الفريق العامل واجتماعات الوزراء عن التنمية المستدامة للمياه العذبة في مبنى الأمم المتحدة بنيويورك 1998.
- اجتماع الاتحاد البرلماني الدَّولي في موسكو عام 1998.
- انتُخب رئيسًا مشاركًا  للمؤتمر الدَّولي المشترك (IHP, WMO) عن المياه في جنيف عام 1998، بحضور 80 دولة.
- رأسَ الوفد السوري إلى اجتماعات المنتدى الدَّولي الثاني لمجلس المياه العالمي في لاهاي بهولندا عام 2000.
- شارك في اجتماعات المنتدى الثالث في اليابان عام 2003. واختير مستشارًا دَوليًّا للمنتدى من أصل 5000 خبير دولي.
- شارك في اجتماعات اللجنة الدَّولية للسدود الكبرى في تركيا 1999، وفي الصين 2000، وفي ألمانيا 2001.
- كُلِّف رئيسًا للجنة الخاصَّة بالأنهار الدَّولية المشتركة.
- شارك في تأسيس مجلس المياه العربي في القاهرة عام 2004.

## كتبه وآثاره

غلاف كتاب الطاقة الكهرطيسية في جسم الإنسان

أنجز عبد العزيز المصري في مسيرته العلمية الكثير من البحوث والدراسات والمحاضرات في مجال المياه والقانون الدولي، وكان له قلمٌ إسلامي واجتماعي فألَّف في مجال الإعجاز العلمي، وكذا في مجال رعاية الأيتام، أما مؤلفاته فهي:
1. قانون المياه في الإسلام، وهو رسالته للدكتوراه، صدر عن دار الفكر بدمشق 1999.[3][4]
2. الطاقة الكهرطيسية في جسم الإنسان، وأسرار الأكل والشرب باليد اليمنى، ذاكرة الماء، ماء زمزم، المشي الى المساجد، من سلسلة الإعجاز العلمي في الهدي النبوي الشريف، صدر عن دار طه المختار بدمشق 2007.[5]
3. الطواف حول الكعبة المشرَّفة والطاقة.

ضمن سلسلة جبر الخواطر:
1. من أخلاق النبوة في التعامل مع اليتيم.
2. ازرع في أرض الأحزان حبًّا.
3. الإيجابية.
4. المراهقة طريق النضج ومرحلة التكليف
5. الخصوصية
6. السعادة.
7. التميُّز.

يُذكَر أن المصري أجرى تطبيقات عمليَّة على بحوثه في المياه والطاقة في 36 دولة في العالم، ومن أبرز هذه البحوث:
1. دراسة متكاملة لمشاريع الري والسدود في حوض الفرات.
2. نظرة في القوانين والأعراف الدَّولية المتعلقة بالمياه الدولية (قانون دولي).
3. الموارد المائية السطحية في حوضَي الفرات ودجلة بالتعاون مع (ACSAD, UNEP, ROWE)  باللغتين العربية والإنكليزية.

## حياته الشخصية
هو متزوِّج بالسيدة حنان الصباغ، ولهما خمس بنات هنَّ: رزان، وسوزان، وبيان، وآية، وبتول. 
وكان مقرَّبًا من الشيخ عدنان السقا، والشيخ سارية الرفاعي.

## وفاته

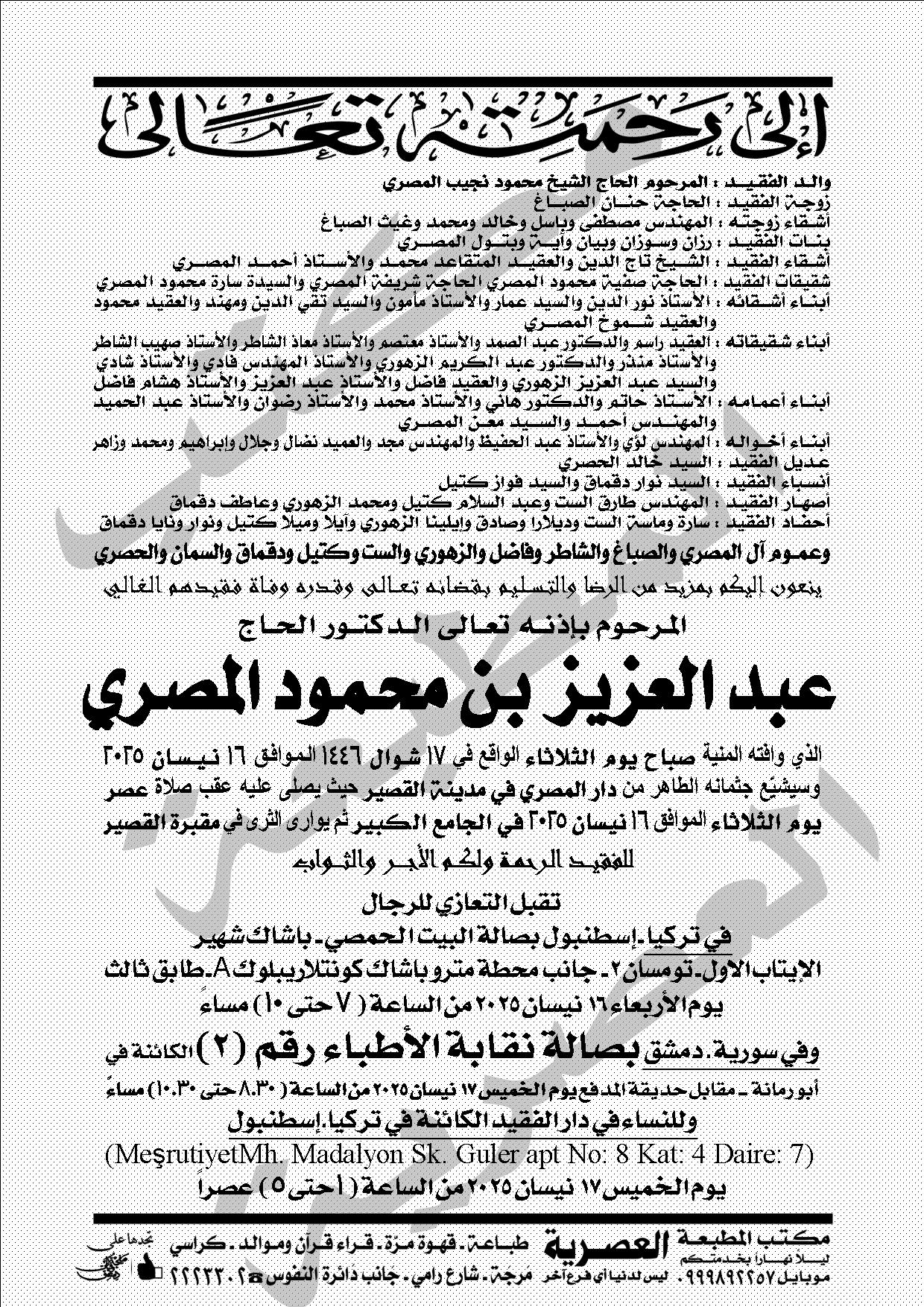
ورقة نعي الدكتور المهندس عبد العزيز المصري

توفي عبد العزيز المصري في دمشق، صباح يوم الثلاثاء 17 شوال 1446هـ الموافق 15 أبريل (نَيْسان) 2025م، وكانت وفاته في مطار دمشق الدَّولي قُبَيل ختم جواز سفره عائدًا إلى مقرِّ إقامته في إستانبول، في إثر جُلطة قلبية. ونُقل جثمانه إلى مدينة القصير مسقط رأسه، وصُلِّي عليه عقب صلاة العصر في الجامع الكبير بالمدينة، ثم دُفن في مقبرتها.

## وصلات خارجية
- الموقع الرسمي للدكتور عبد العزيز المصري.
- محاضرة د. عبد العزيز المصري "الجوانب العلمية للكعبة المشرفة و للطواف حولها" إستانبول - وقف دار السلام.
- ازرع في أرض الأحزان حبًا || د. عبد العزيز المصري || - مؤسسة زيد بن ثابت الأهلية.